# 褚元良
褚元良（1474年—？年），字宗性，陕西西安府涇陽縣人，民籍。

## 生平
治《礼记》，由縣學生中式丁卯科（1507年）陕西鄉試第五名舉人，年三十五歲中式正德三年（1508年）戊辰科會試第二百八十六名，第三甲第七十九名進士。授吴桥县知县。以才调保定府新城县，严格治理。大盗残破郡邑，元良能保境完民。卒于官。

## 家族
曾祖褚志德。祖父褚平。父褚俊。母张氏，继母崔氏。具庆下，弟元名、元吉、元正。